# Вільгельм Гаммерсгей
Вільгельм Гаммерсгей (дан. Vilhelm Hammershøi; 15 травня 1864 — 13 лютого 1916) — данський художник, майстер інтер'єрного живопису

## Біографія

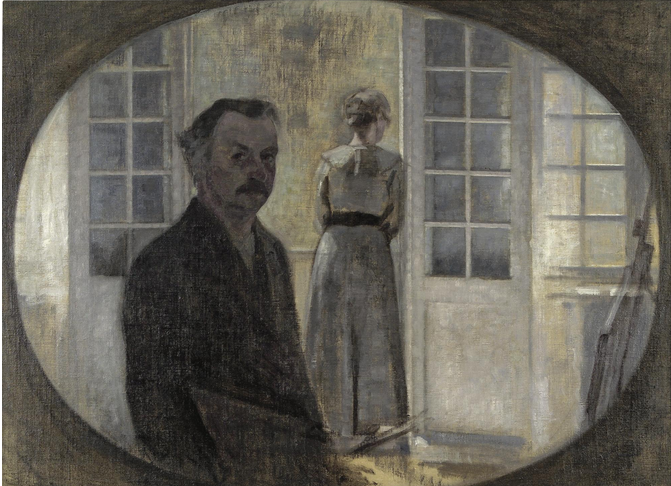
Автопортрет Гамерсгея із дружиною

Народився у 1864 р. в Копенгагені в родині заможного купця Крістіана Гаммерсгея та Фредерікке (до шлюбу Ренцманн). Хлопець почав займатися малюванням із восьми років, брав уроки у Нільса Крістіана К'єркегора, Вільгельма Кіна, навчався у королівській академії мистецтв, Незалежній школі Педера Северіна Крейєра. У 1885 р. дебютував на весняній виставці у Шарлоттенборзі із «Портретом молодої дівчини» (своєї сестри, 19-річної Анни). Портрет демонструє риси індивідуального стилю Гаммерсгея — стримана палітра із превалюванням сірого, чорного, коричневого, із вільним мазком, м'яким світлом, без чітких контурів предметів. Робота викликала дискусії, журі не присудили премії Гаммерсгею, проте сорок відвідувачів, у тому числі молодий мистецтвознавець Карл Медсен, написали листа із вимогою належним чином визнати роботу Вільгельма. Наступні роки художник подорожував до Німеччини, Нідерландів та Бельгії. Із 1888 р. колекціонером робіт Гаммерсгея стає стоматолог Альфред Брамсен. На Паризькій світовій виставці 1889 р. було представлено декілька робіт Гаммерсгея. Подальші відмови журі Салону та художньої академії в Копенгагені виставляти його роботи спонукали Гаммерсгея із Йоханом Роде створити Вільну виставку (Den Frie Udstilling).

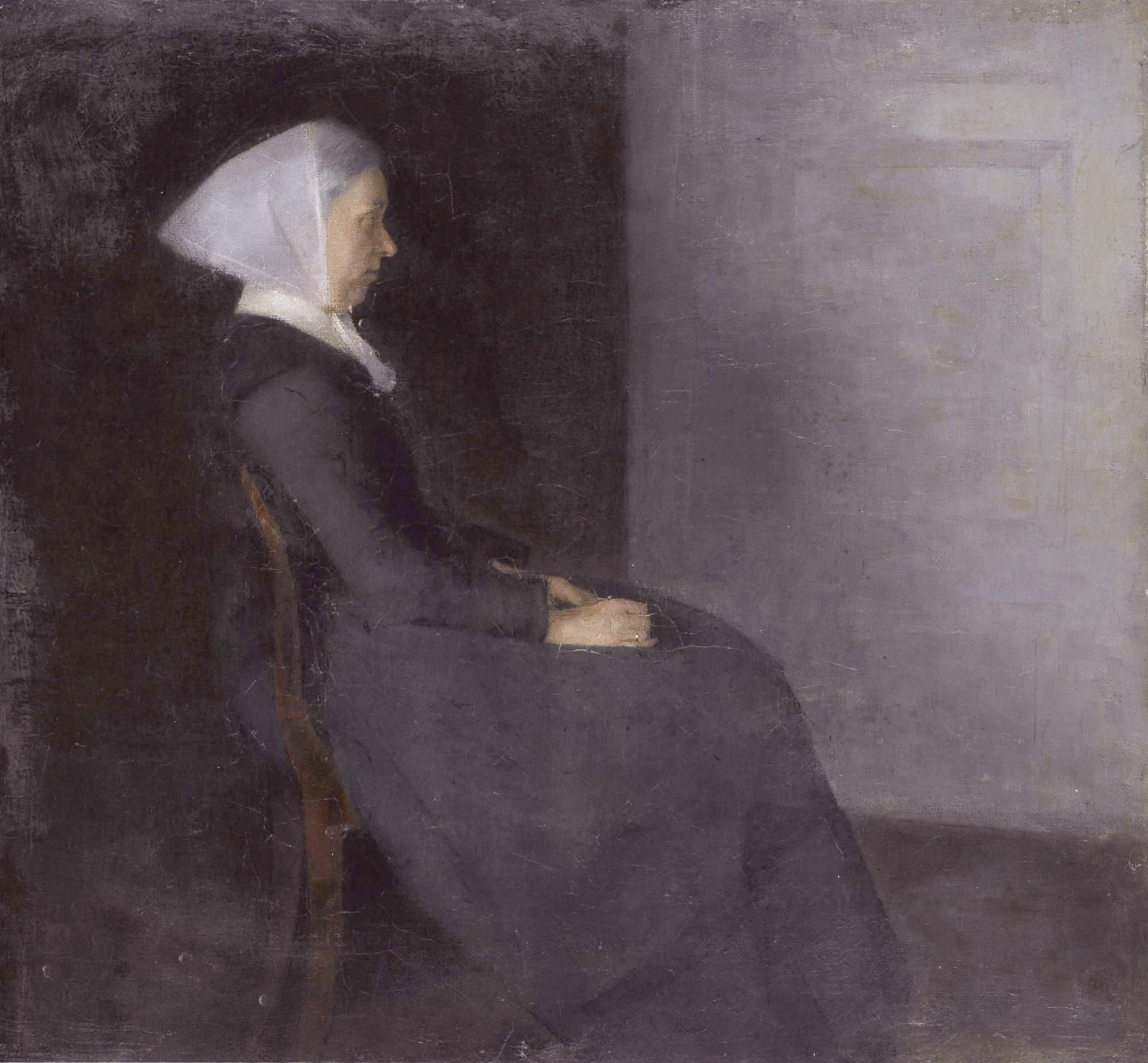
Портрет матері, 1886 р., полотно, олія

Товаришував із Петером Ільстедом, Карлом Гольсеє, 26 вересня 1891 р. Гаммерсгей одружився із сестрою Петера — Ідою Ільстед. Подружжя вирушає в Париж, де заводить нові знайомства, зокрема із Теодором Дюре.
1893 р. художня академія надає Гаммерсгею стипендію для роботи в Італії. У 1897 р. кілька робіт художника придбав Сергій Дягілєв (полотна нині загублені). Наприкінці 1897 р. працював у Лондоні, навідувався до Джеймса Вістлера, творчість якого Гаммерсгей високо цінував та брав за приклад (проте вони так і не познайомилися, Гаммерсгей не застав Вістлера вдома). Ще 1886 р. Гаммерсгей під враженням від роботи «Аранжування в сірому і чорному. Мати художника», створив схожу роботу.
У 1906 р. галерист Пауль Кассірер організував виставку Гаммерсгея в Гамбурзі. У 1910 р. був призначений Членом Академії мистецтв. У червні 1914 р. померла мати художника, пізніше у нього виявили рак горла. Від цієї хвороби Вільгельм Гаммерсгей помер 13 лютого 1916 р. в міській лікарні Копенгагена.
Роботи Гаммерсгея спокійні, меланхолійні, жіночу фігуру (моделлю виступала здебільшого дружина Іда) зображує зі спини або збоку. Інтер'єр позбавлений деталей, важливу роль відіграє денне розсіяне світло; деколи Гаммерсгей прибирає людські фігури та меблі взагалі, концентруючись на зображенні вікон.
Після тривалого забуття, творчість Гаммерсгея набула популярності з 2000-х років, його роботи експонуються в музеях Європи та США. У 2005 р. було представлено фільм BBC «Майкл Пелін і загадка Гаммерсгея», де творчість художника досліджував британський комік та актор. У 2012 р. на аукціоні Сотбі картину «Іда читає листа» було продано за 2,7 млн доларів, у 2017 р. роботу «Інтер'єр із жінкою за піаніно» — за 6,2 млн доларів.

## Галерея

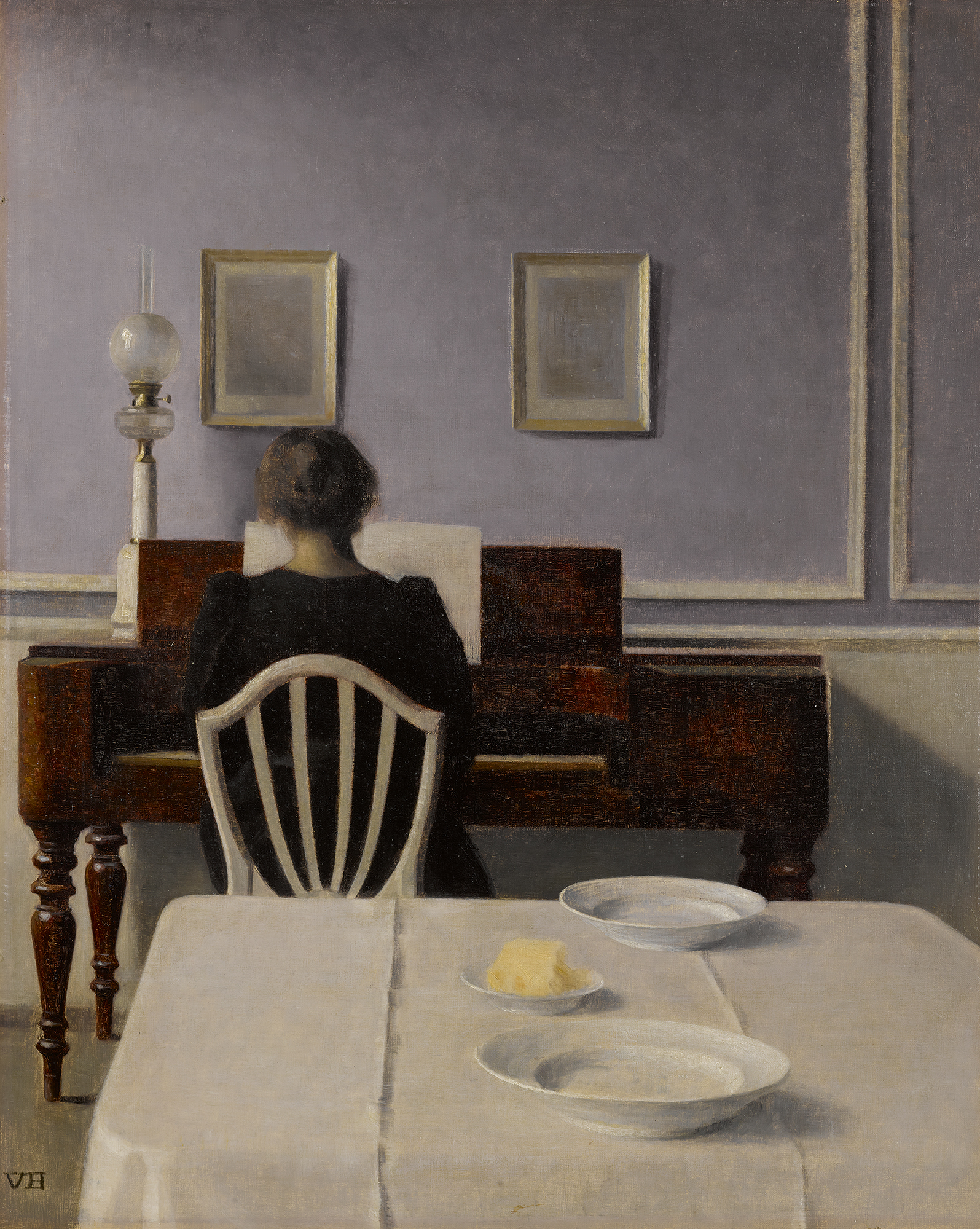
«Інтер'єр із жінкою за піаніно», 1901 р.
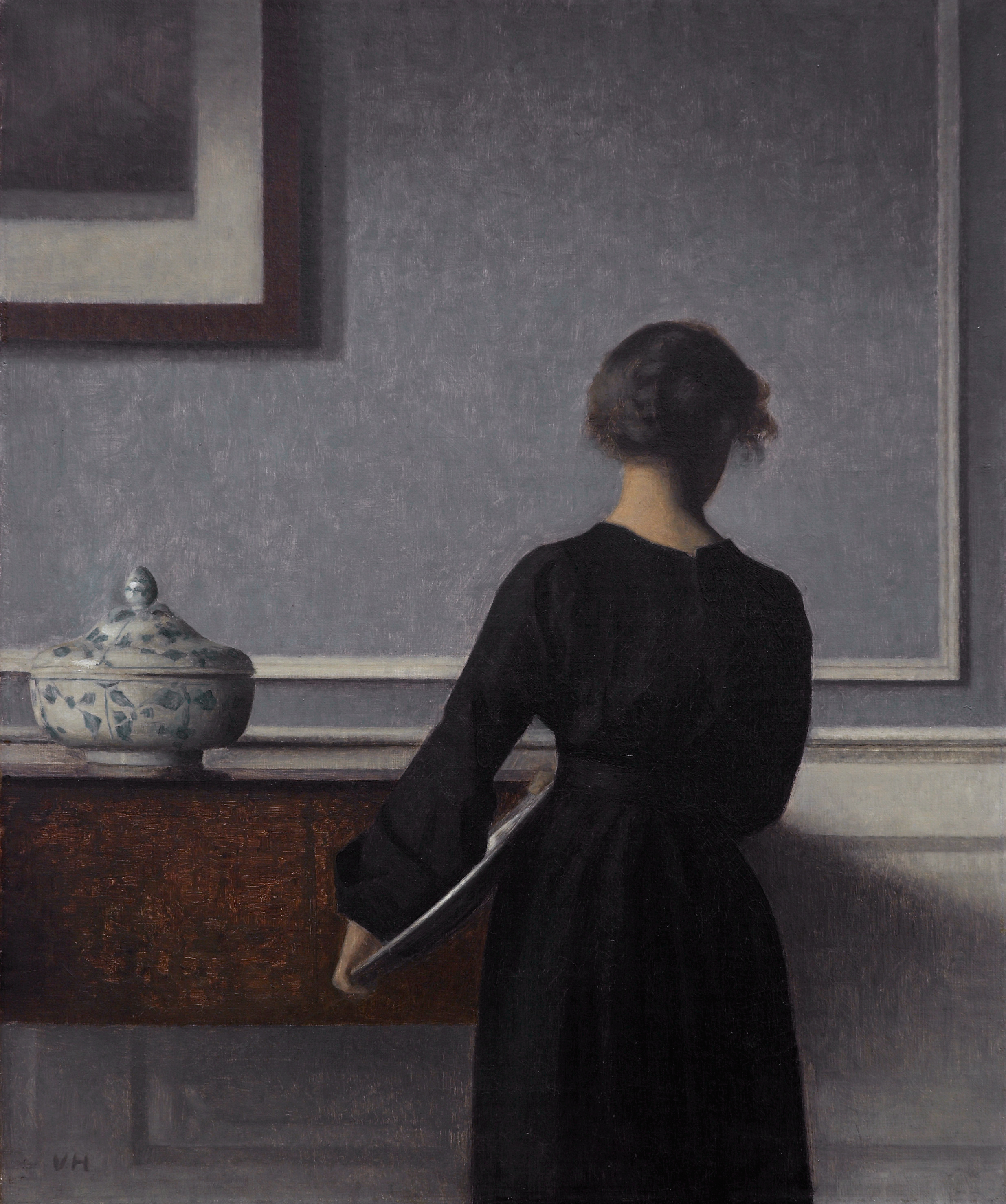
«Інтер'єр із молодою жінкою зі спини», 1904 р.
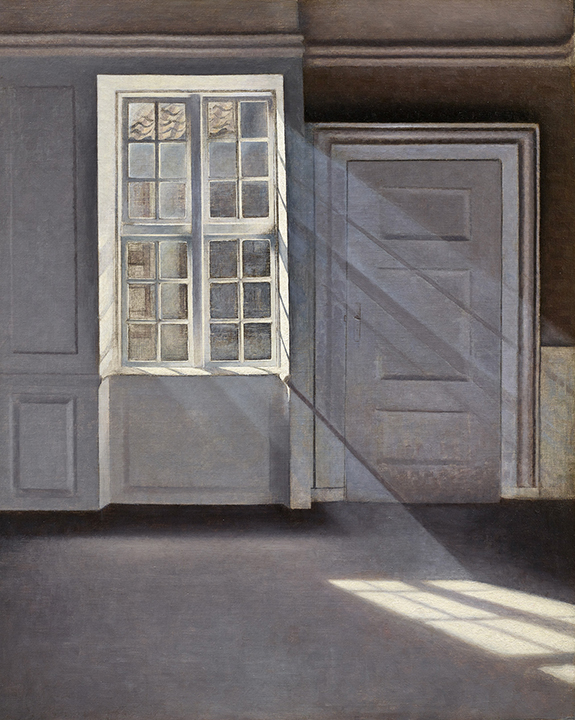
«Танок порошинок у сонячному промінні», 1900 р.